# Богоссян, Александер
Александер "Скундер" Богоссян (англ. Alexander "Skunder" Boghossian; 22 июля 1937, Аддис-Абеба, Эфиопия — 4 мая 2003, Вашингтон, США) —  пионер африканского модернизма, один из самых влиятельных художников модернистов Эфиопии.    
Первый современный эфиопский художник, чьи работы приобрели Музей современного искусства в Париже (1963) и Музей современного искусства в Нью-Йорке (1965).

## Биография
Родился в Аддис-Абебе в 1937 году в эфиопско-армянской семье. На его раннее художественное развитие повлияла религиозная иконография и устные традиции Эфиопии. Его путь в модернизм начался, когда он переехал в Европу в 1950-х годах, где учился в Académie de la Grande Chaumière в Париже, впитывая влияния сюрреализма, кубизма и африканских масок. Эти разнообразные элементы слились в его работах, создав динамичный стиль, который смешал абстракцию с фигуративностью, миф с историей и традицию с инновациями.
Интересуясь панафриканизмом и негритюдом , он включил элементы из разных географических регионов и временных периодов — как африканских, так и неафриканских — в свои картины, некоторые из которых были выполнены на коре или коже. Символические и формальные элементы эфиопской православной повествовательной живописи и талисманные образы были особенно влиятельны, смешанные в сюрреалистические исследования двухмерных поверхностей.
Был удостоен множества наград в Европе, Африке и Соединенных Штатах.